# Art Garfunkel
 (mars 2019).
Si vous disposez d'ouvrages ou d'articles de référence ou si vous connaissez des sites web de qualité traitant du thème abordé ici, merci de compléter l'article en donnant les références utiles à sa vérifiabilité et en les liant à la section « Notes et références ».
Pour les articles homonymes, voir Garfunkel.
Arthur Garfunkel, dit Art Garfunkel, est un auteur-compositeur-interprète et acteur américain, né le 5 novembre 1941 à Forest Hills, à New York (dans le quartier de Queens). Il est notamment célèbre pour le duo Simon and Garfunkel qu'il a formé avec Paul Simon.

## Biographie
Arthur Ira Garfunkel naît le 5 novembre 1941 à Forest Hills, dans le Queens, à New York.
Au cours de sa scolarité dans le Queens, il fait la connaissance de Paul Simon, avec qui il forme un premier groupe nommé « Tom & Jerry » entre 1956 et 1960. Les deux musiciens collaborent de nouveau entre 1963 et 1970 sous le nom de Simon and Garfunkel, devenant l'un des plus importants duos de musique pop/folk des années 1960.
Dans les années 1970, Garfunkel compose une série d'albums en solo, dont l'album Breakaway (en) (1975), qui comprend I Only Have Eyes For You.
En 2003, il rejoint Paul Simon une nouvelle fois pour une tournée américaine suivie de tournées internationales en 2004 (Amérique du Nord et Europe) et 2009 (Japon, Australie et Nouvelle-Zélande).

### Vie privée
Arthur Garfunkel par ses grands-parents a des origines roumaines. En 1972 il a épousé l'architecte Linda Marie Grossman (née en 1944) ; ils ont divorcé en 1975. Il a eu une liaison avec l'actrice et photographe Laurie Bird, qui se suicide à l'âge de 25 ans, le 15 juin 1979, dans l'appartement qu'ils partagent alors à Manhattan.
Il a épousé le 18 septembre 1988 Kim Cermak, une mannequin née le 25 mai 1958. Ils ont deux fils qui sont devenus chanteurs : James (qui adopte le nom  professionnel Art Garfunkle Jr.), né le 15 décembre 1990, et Beau Daniel, né d'une mère porteuse le 5 octobre 2005.

## Œuvre
- (en) Art Garfunkel. What Is It All But Luminous. Notes from an Underground Man. Alfred A. Knopf, New York, 2017.  (ISBN 9780385352475)

## Discographie

### AvecPaul Simon
Albums studio
- 1964 : Wednesday Morning, 3 A.M.
- 1966 : Sounds of Silence

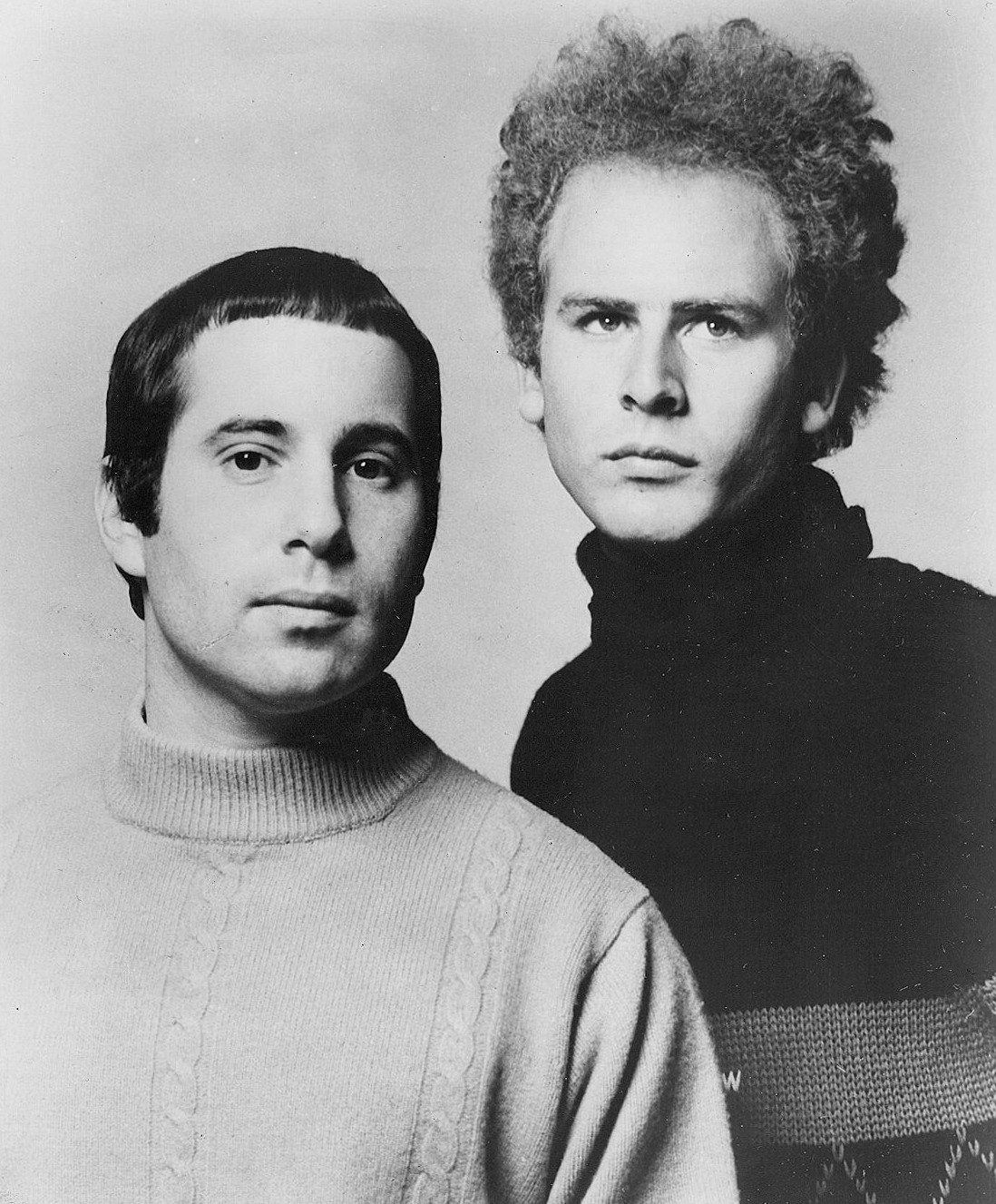
Le duo Simon and Garfunkel en 1968.

- 1966 : Parsley, Sage, Rosemary and Thyme
- 1968 : The Graduate (bande originale)
- 1968 : Bookends
- 1970 : Bridge over Troubled Water

Albums live
- 1982 : The Concert in Central Park
- 2002 : Live from New York City, 1967
- 2004 : Old Friends: Live on Stage
- 2008 : Live 1969

Compilations
- 1972 : Simon and Garfunkel's Greatest Hits
- 1981 : The Simon and Garfunkel Collection
- 1990 : Collected Works (coffret 3 CD)
- 1991 : The Definitive Simon and Garfunkel
- 1997 : Old Friends (coffret 3 CD)
- 1999 : Tales from New York: The Best of Simon & Garfunkel
- 2001 : The Columbia Studio Recordings (1964-1970) (coffret 5 CD)
- 2003 : The Essential Simon and Garfunkel

### Albums solo
- 1973 : Angel Clare
- 1975 : Breakaway
- 1977 : Watermark
- 1979 : Fate for Breakfast
- 1981: Scissors Cut

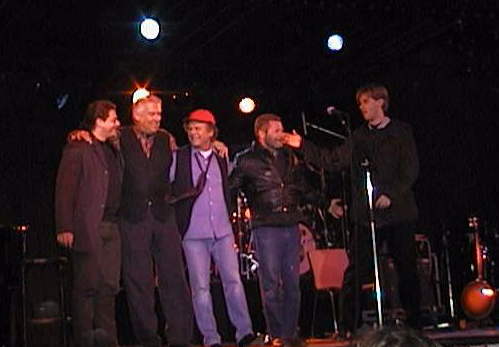
Art Garfunkel au centre entouré de ses musiciens en 1998.

- 1984 : The Art Garfunkel Album (Compilation avec un nouveau titre Sometimes When I'm Dreaming)
- 1986 : The Animals' Christmas (avec Amy Grant)
- 1988 : Lefty
- 1993 : Up 'til Now
- 1997 : Across America (Live)
- 1997 : Songs from a Parent to a Child
- 2002 : Everything Waits to Be Noticed
- 2007 : Some Enchanted Evening
- 2012 : The Singer (compilation avec deux nouveaux titres : Long Way Home & Lena)

## Filmographie

### Cinéma
- 1970 : Catch 22 de Mike Nichols
- 1971 : Ce plaisir qu'on dit charnel (Carnal Knowledge) de Mike Nichols
- 1979 : Enquête sur une passion (Bad Timing) de Nicolas Roeg
- 1986 : Good to Go (sous le pseudonyme de Short Fuse) de Blaine Novak
- 1993 : Boxing Helena de Jennifer Lynch
- 2010 : Mon babysitter (The Rebound) de Bart Freundlich

### Séries télévisées
- 1980 : Laverne and Shirley
- 1990 : Mother Goose Rock n' Rhyme : George Porgie
- 1994 : Frasier Adventures in Paradise: Part 1 : Chester (voix)
- 1998 : Arthur & fFriends
- 2003 : False Starts
- 2003 : Act of Contrition
- 2003 : American Dreams (ou Our Generation)
- 2009 : Flight of the Conchords